# Andrzej Apostoł

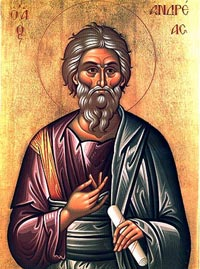
Ikona świętego Andrzeja.

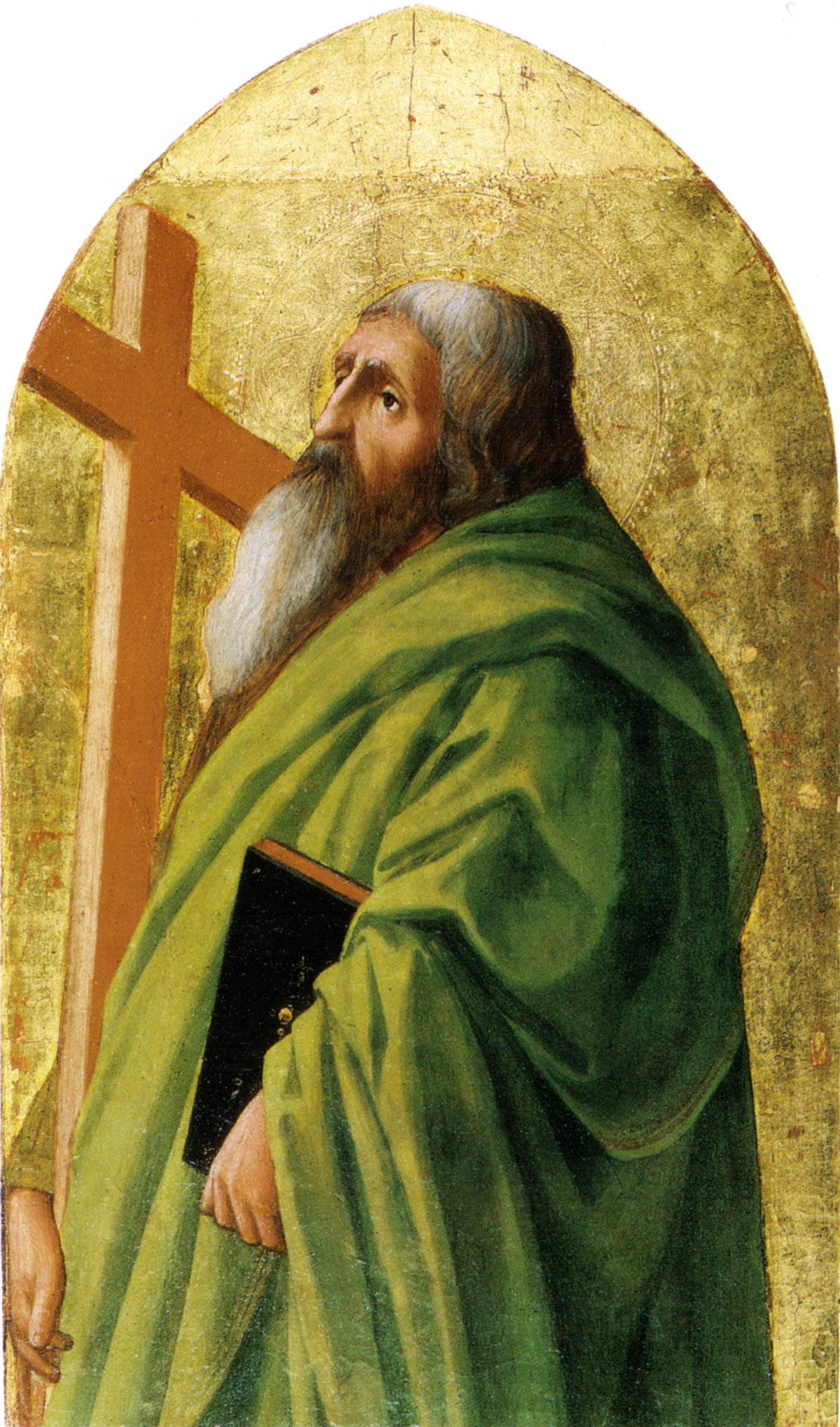
Masaccio, Andrzej Apostoł.

Andrzej Apostoł (cs. Андрей Первозванный; zm. ok. 62–70) – jeden z dwunastu apostołów, według świadectwa Ewangelii Pierwszy Powołany (Protokleros, cs. Первозванный) z apostołów, rodzony brat Szymona Piotra, męczennik, święty kościołów katolickiego i prawosławnego. Święty ten wymieniany jest w Modlitwie Eucharystycznej (Communicantes) Kanonu rzymskiego.

Męczeństwo św. Andrzeja Caravaggia. Artysta – wbrew tradycji – przedstawił apostoła na krzyżu łacińskim.

## Życiorys
Andrzej pochodził z żydowskiej rodziny rybackiej z Betsaidy nad Jeziorem Galilejskim (Jezioro Tyberiadzkie; również Genezaret), ale mieszkał w Kafarnaum razem z bratem Szymonem Piotrem i jego teściową. Początkowo był uczniem Jana Chrzciciela. Pod jego wpływem poszedł za Jezusem Chrystusem, gdy ten przyjmował chrzest w Jordanie. Andrzej przystąpił do Chrystusa wraz ze swoim bratem.
Po śmierci Jezusa na krzyżu, jego zmartwychwstaniu i zesłaniu Ducha Świętego na apostołów, Andrzej jako pierwszy głosił Ewangelię w Bizancjum (uważa się, że był pierwszym biskupem konstantynopolitańskim), a następnie w miastach Azji Mniejszej, Tracji, Scytii, Grecji, Abchazji i na wybrzeżach Morza Czarnego. Legenda głosi, że dotarł aż do ujścia Dniepru, popłynął w górę rzeki i ok. roku 40 przybył na wzgórze, na którym później zbudowano świątynię, a wokół powstało miasto Kijów.
Inna legenda głosi, iż Andrzej miał dotrzeć aż na daleką północ. Według tejże legendy w I wieku n.e. dotarł nad jezioro Ładoga, a dokładnie na znajdującą się nań wyspę Wałaam, na której zatknął krzyż. Krzyż ten mieli odnaleźć po około 900 latach nieznanego pochodzenia mnisi (prawdopodobnie byli to Grecy), którzy to na tym miejscu wybudowali początkowo mały drewniany klasztor. Dziś znajduje się tam prężnie działający i bardzo znany Monastyr Wałaamski Przemienienia Pańskiego.

### Śmierć męczeńska
Za swe nauki apostoł Andrzej został skazany na śmierć męczeńską, którą poniósł w greckim Pátrai (obecnie Patras), według różnych źródeł, w 62, 65 lub 70 r.
Rozpięto go na krzyżu mającym kształt litery X. Jest to pierwsza litera słowa „Chrystus” w języku greckim od Χριστός, 'Christos' (Pomazaniec). Krzyż został później nazwany krzyżem świętego Andrzeja.

## Kult
W Cerkwi prawosławnej oraz w katolickich Kościołach wschodnich św. Andrzej obdarzany jest wielką czcią, jako jeden z głównych świętych (analogicznie w Kościele rzymskokatolickim taką czcią obdarzony jest Święty Piotr).

### Kult w Polsce
W Polsce, w okresie od XI do XVI wieku, wybudowano 123 kościoły pod wezwaniem św. Andrzeja. Kościoły te powstawały przede wszystkim na Śląsku i w Wielkopolsce. Obecnie są 132 kościoły i kaplice (w tym 97 kościołów parafialnych) oraz 296 wizerunków św. Andrzeja Apostoła. 115 miejscowości wywodzi swoją nazwę od imienia Andrzej (stan na 2008 r.).

### Patronat
Święty Andrzej jest patronem:
- narodów słowiańskich,
- państw i krain: Szkocja, Grecja, Rosja, Hiszpania, Niderlandy, Burgundia, Bitynia, Niemcy, Prusy, Szlezwik, Luksemburg,
- miast: Neapol, Mantua, Pont, Agde, Baeza, Bordeaux, Brescia, Brugia, Hanower, Orange, Pesaro, Rawenna i Rochester.

Jest także patronem małżeństw, podróżujących, rybaków, rycerzy, woziwodów, rzeźników.
W czasie burz morskich bywa wzywany przez marynarzy jako ich patron.
Orędownik zakochanych, wspomaga w sprawach matrymonialnych i wypraszaniu potomstwa.

### Dzień obchodów
Święto liturgiczne Andrzeja Apostoła w kościołach katolickim, anglikańskim i ewangelickim, obchodzone jest 30 listopada.
W Anglii i Szkocji święto przeniesienia szczątków obchodzone jest 9 maja.
W prawosławiu Święty wspominany jest z reguły dwukrotnie w roku liturgicznym.
Cerkiew prawosławna:
- 30 listopada/13 grudnia[11], tj. 13 grudnia według kalendarza juliańskiego,
- 20 czerwca/3 lipca, tj. 3 lipca (sprowadzenie relikwii),
- 30 czerwca/13 lipca, tj. 13 lipca (Sobór dwunastu apostołów).

Gruziński Kościół Prawosławny (którego założycielem jest Andrzej Apostoł):
- 29 kwietnia/12 maja, tj. 12 maja według kalendarza juliańskiego,
- 30 listopada/13 grudnia.

Kościół ormiański wspomina Apostoła dwukrotnie:
- 30 listopada/13 grudnia,
- 9. sobota po uroczystości Podwyższenia Krzyża Pańskiego.

Koptyjski Kościół Ortodoksyjny, który posiada własny kalendarz liturgiczny podzielony na 13 miesięcy, wspomina Apostoła trzykrotnie:
- 30 listopada,
- 24 lipca (dzień wielu cudów),
- 23 sierpnia (dzień jednego cudu).

### Relikwie
W 356 r. relikwie apostoła przewieziono z Patras do Konstantynopola i umieszczono w świątyni Apostołów. W czasie IV Krucjaty, gdy krzyżowcy zajęli miasto, zabrali je ze sobą i przewieźli do Amalfi w pobliżu Neapolu. W roku 1208 szczątki św. Andrzeja zostały pochowane w krypcie katedry w Amalfi. W połowie XV wieku papież Pius II polecił głowę świętego przewieźć do Rzymu, gdzie spoczywała w bazylice św. Piotra do 1964, kiedy to Paweł VI 25 września zwrócił ją do katedry św. Andrzeja w Patras na Peloponezie, gdzie św. Andrzej poniósł męczeńską śmierć.
Prawa ręka apostoła znajduje się w Bogojawleńskim Soborze Katedralnym w Moskwie. Jego relikwie znajdują się również w archikatedrze Najświętszej Maryi Panny Wniebowziętej w Edynburgu (Szkocja), w kościele środowisk twórczych w Warszawie (Ekumeniczne Sanktuarium św. Andrzeja Apostoła w Warszawie), a także w bazylice w Olkuszu, gdzie pojawiły się wcześniej niż w Warszawie, w Nawarzycach (woj. świętokrzyskie) oraz w Lipnicy Murowanej.

## Ordery
Trzy różne odznaczenia rosyjskie o tej samej nazwie: 

## Ikonografia
W ikonografii św. Andrzej Apostoł posiada od początku indywidualne cechy. Przedstawiany jest jako starszy mężczyzna o gęstych, siwych włosach i krzaczastej, krótkiej brodzie. Ubrany w tunikę i zarzucony na ramię płaszcz lub niekiedy przywiązany do krzyża i odarty z szat. Czasami też jako rybak w krótkiej tunice. Powracającą sceną w sztuce religijnej jest chwila jego ukrzyżowania.
Atrybutami są: krzyż św. Andrzeja w kształcie litery X, zwany w starożytny Rzymie crux decussata,  do którego, wg. tradycji będąc przywiązany  poniósł śmierć,  księga lub zwój symbolizujące, że jego imię występuje w piśmie świętym, oraz ryby i sieć nawiązujące do jego profesji.
Na ikonach ruskich apostoł Andrzej, jako patron Rusi, często wyróżniany jest spośród innych apostołów strojem i gestem. Wierni Cerkwi modlą się do niego o dobrego męża lub żonę.
Apostoł występuje na ikonach „Soboru dwunastu apostołów”, wśród innych jedenastu najbliższych uczniów Chrystusa w scenach z Jego życia (m.in. Wjazd Pański do Jerozolimy, Ostatnia Wieczerza, Zmartwychwstanie Pańskie, Wniebowstąpienie Pańskie) oraz na ikonach: Zesłania Świętego Ducha na Apostołów i Zaśnięcia Matki Bożej.

## Heraldyka
Wizerunek Andrzeja Apostoła, jak i sam krzyż, występuje również w wielu herbach miast. Są to m.in. Belsele (k. Sint-Niklaas), Sankt Andreasberg, Taksenbach (k. Salzburga), Rüngsdorf (Ruengsdorf), Teisendorf, Rueun (w Gryzonii), Sankt Andrä, a w Polsce: Złoczew i gmina Przemęt.

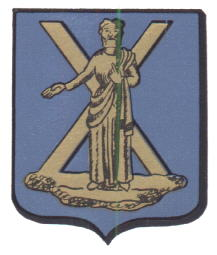
Herb Belsele.
Herb Sankt Andreasberga.
Herb Złoczewa.
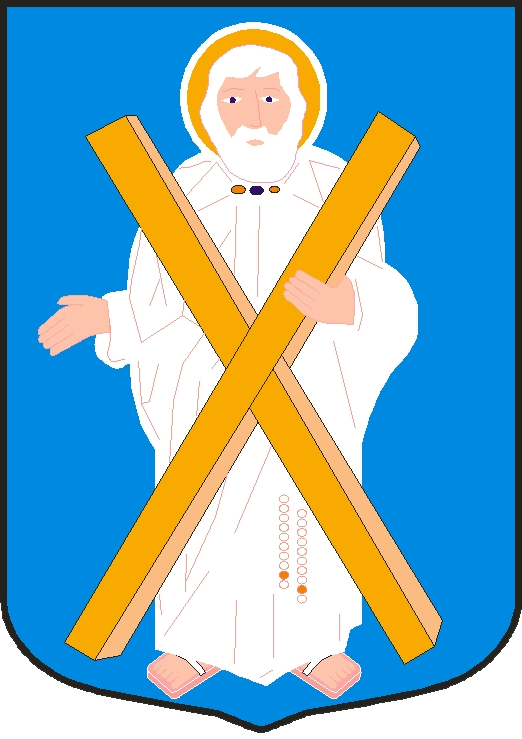
Herb gminy Przemęt.

## Przysłowia
- Gdy święty Andrzej ze śniegiem przybieży, sto dni śnieg w polu leży,
- Na święty Andrzej szukają baby przędzy,
- Kiedy na Andrzeja poleje, poprószy, cały rok nie w porę rolę moczy i suszy,
- Na świętego Andrzeja dziewkom z wróżby nadzieja[18].